# Молотниковское сельское поселение
Молотниковское сельское поселение — муниципальное образование в составе Котельничского района Кировской области России.
Административный центр — село Молотниково.

## История
Молотниковское сельское поселение образовано 1 января 2006 года согласно Закону Кировской области от 07.12.2004 № 284-ЗО.

## Население
| 2010 | 2012 | 2013 | 2014 | 2015 | 2016 | 2017 |
| ---- | ---- | ---- | ---- | ---- | ---- | ---- |
| 443  | ↘436 | ↘422 | ↘398 | ↗400 | ↘374 | ↘363 |
| 2018 | 2019 | 2020 | 2021 |      |      |      |
| ↘355 | ↘333 | ↘319 | ↗363 |      |      |      |

## Населенные пункты
На территории поселения находится 11 населённых пунктов (население, 2010):
| - село Молотниково — 376 чел.; - деревня Бусыгины — 24 чел.; - деревня Вагины — 2 чел.; - деревня Галкины — 1 чел.; - деревня Дымково — 2 чел.; - деревня Казаровщина — 12 чел.; | - деревня Крюковы — 22 чел.; - деревня Лукинщина — 0 чел.; - деревня Мухлыничи — 3 чел.; - деревня Окуловы — 1 чел.; - деревня Щенниковы — 0 чел. |